# Lambda Legal

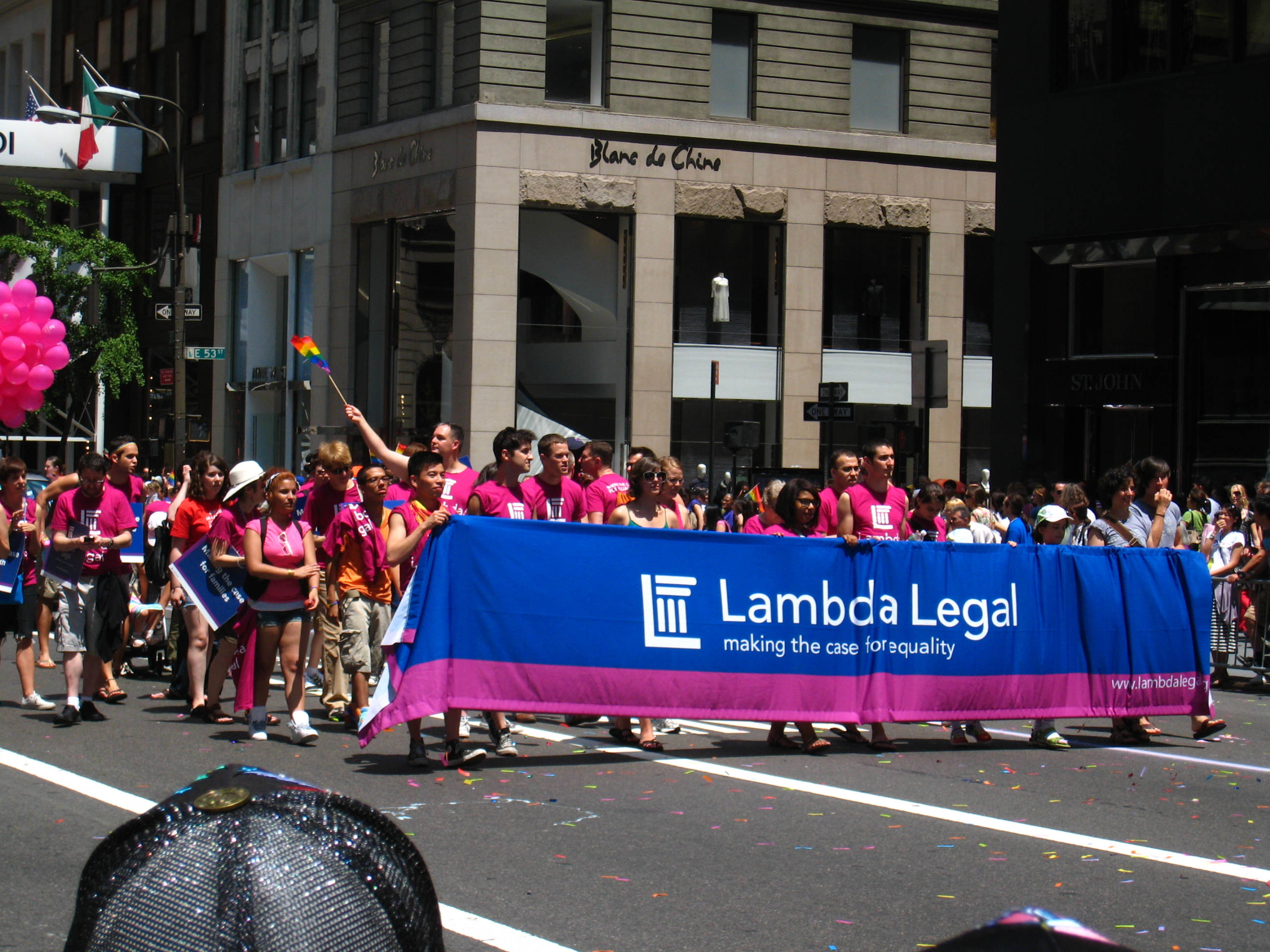
Vertreter von Lambda Legal bei der New York City LGBT Pride parade 2009.

Lambda Legal (Abk. von Lambda Legal Defense and Education Fund, engl. für Lambda Stiftung für Rechtsbeistand und Aufklärungsarbeit) ist eine amerikanische Bürgerrechtsorganisation, die sich durch Musterprozesse, Aufklärung und Öffentlichkeitsarbeit für die Belange von Schwulen, Lesben, Bisexuellen, Transgendern und HIV-Erkrankten einsetzt.
Die Eintragung als eine gemeinnützige Organisation war ursprünglich für das Jahr 1971 geplant, aber New Yorker Richter lehnten den Antrag mit der Begründung ab, die beabsichtigten Aktivitäten des Fonds widersprächen der sittlichen Auffassung der Öffentlichkeit. Dieser Beschluss wurde 1973 in einer Entscheidung des Berufungsgericht für den Staat New York, aufgehoben (In re Thom, 301 N.E.2d 542 (N.Y. 1973).). Der Hauptsitz der Organisation befindet sich nach wie vor in New York City, aber heute gibt es Regionalbüros in Atlanta, Georgia, Chicago, Illinois, Dallas, Texas und Los Angeles, Kalifornien. Vorsitzender der Stiftung ist aktuell Kevin M. Cathcart.
Lambda Legal spielte in etlichen amerikanischen Rechtsfällen, die die Rechte von Schwulen betrafen, eine Rolle. Sie waren auch an der Mehrheitsentscheidung (6 zu 3) des Obersten Gerichtshofs der USA im Fall Lawrence v. Texas im Jahre 2003 beteiligt, die die sogenannten Sodomy Laws (Strafbarkeit des homosexuellen Geschlechtsverkehrs) aufhob.
Lambda Legal leistet die juristische Arbeit hauptsächlich durch die Führung von Musterprozessen, die nach der Wahrscheinlichkeit ausgewählt werden, mit der sie einen Präzedenzfall schaffen können, der die Rechte von Schwule, Lesben, Bisexuellen, Transgendern und von HIV Betroffenen positiv beeinflusst. Die Anwälte von Lambda Legal arbeiten in einer sehr breiten Auswahl von Prozessthemen, in ihrer durchschnittlichen Prozessliste werden ständig über 50 Fälle geführt.
Die Organisation unterhält auch ein nationales Netzwerk ehrenamtlich mitarbeitender Rechtsanwälte, dadurch wird der Wirkungsbereich der juristischen Arbeit erhöht und es wird Anwälten, Rechtsbeiständen und Jurastudenten ermöglicht durch ihre Mitarbeit bei Lambda Legal in das Programm einzusteigen.
Lambda Legal verfolgt Rechtsstreitigkeiten im ganzen Land und in jedem Rechtsbereich, der die repräsentierten Gruppen betrifft, beispielsweise bei Diskriminierung am Arbeitsplatz, bei Wohnraum, Wohnungssuche und dem Militär, außerdem Diskriminierung und politischen Belange im Zusammenhang mit HIV und AIDS, Familienrecht, gleichberechtigte Eheschließung inklusive der damit verbundenen Vorteile, Einwanderungsangelegenheiten, Initiativen gegen Schwule sowie das Recht auf freie Meinungsäußerung und den gleichberechtigten gesetzlichen Schutz ihrer Rechte.